# Naturschutzgebiet Homberg
Das Naturschutzgebiet Homberg mit einer Größe von 5,32 ha liegt westlich von Berge im Stadtgebiet von Medebach. Es wurde 2003 mit dem Landschaftsplan Medebach durch den Hochsauerlandkreis als Naturschutzgebiet (NSG) ausgewiesen. Das NSG ist Teil des Europäischen Vogelschutzgebiets Medebacher Bucht.

## Gebietsbeschreibung
Im NSG handelt es sich um den Osthang des Hombergs mit Niederwald mit Rotbuchen und Eichen. Es gibt stellenweise Magergrünland mit Gebüschen. Im NSG brüten Heckenbrüter wie Neuntöter.

## Pflanzenarten im NSG
Im NSG kommen gefährdete Pflanzenarten vor. Auswahl vom Landesamt für Natur, Umwelt und Verbraucherschutz Nordrhein-Westfalen dokumentierter Pflanzenarten im Gebiet: 
Besenginster, Blutwurz, Breitblättriger Thymian, Echte Zaunwinde, Echtes Johanniskraut, Gemeiner Hohlzahn, Gewöhnlicher Natternkopf,
Heidelbeere, Kleines Habichtskraut, Kornblume, Roter Fingerhut, Rundblättrige Glockenblume, Salbei-Gamander, Spitz-Wegerich, Wiesen-Wachtelweizen.

## Schutzzweck
Das NSG soll das Waldgebiet mit seinem Arteninventar schützen. Wie bei allen Naturschutzgebieten in Deutschland wurde in der Schutzausweisung darauf hingewiesen, dass das Gebiet „wegen der Seltenheit, besonderen Eigenart und Schönheit des Gebietes“ zum Naturschutzgebiet erklärt wurde.